# Englische Badmintonmeisterschaft 2006
Die englische Meisterschaft 2006 im Badminton fand im Manchester Velodrome in Manchester vom 3. bis 5. Februar 2006 statt.

## Finalresultate
| Disziplin    | Sieger                     | Finalist                    | Ergebnis          |
| ------------ | -------------------------- | --------------------------- | ----------------- |
| Herreneinzel | Nicholas Kidd              | Aamir Ghaffar               | 13–15, 15–3, 15–2 |
| Dameneinzel  | Tracey Hallam              | Jill Pittard                | 8–11, 11–4, 11–0  |
| Herrendoppel | Robert Blair Anthony Clark | Simon Archer David Lindley  | 15–7, 15–4        |
| Damendoppel  | Gail Emms Donna Kellogg    | Ella Tripp Joanne Nicholas  | kampflos          |
| Mixed        | Nathan Robertson Gail Emms | Anthony Clark Donna Kellogg | 15–2, 15–3        |